# Galina Gorójova
Galina Yevguénievna Gorójova –en ruso, Галина Евгеньевна Горохова– (31 de agosto de 1938) es una deportista soviética que compitió en esgrima, especialista en la modalidad de florete.
Participó en cuatro Juegos Olímpicos de Verano entre los años 1960 y 1972, obteniendo en total cinco medallas: oro en Roma 1960, plata en Tokio 1964, oro en México 1968 y oro y bronce en Múnich 1972. Ganó dieciséis medallas en el Campeonato Mundial de Esgrima entre los años 1958 y 1971.

## Palmarés internacional
| Juegos Olímpicos   | Juegos Olímpicos            | Juegos Olímpicos  | Juegos Olímpicos    |
| Año                | Lugar                       | Medalla           | Prueba              |
| ------------------ | --------------------------- | ----------------- | ------------------- |
| 1960               | Roma (Italia)               | Medalla de oro    | Florete por equipos |
| 1964               | Tokio (Japón)               | Medalla de plata  | Florete por equipos |
| 1968               | Ciudad de México (México)   | Medalla de oro    | Florete por equipos |
| 1972               | Múnich (RFA)                | Medalla de oro    | Florete por equipos |
| 1972               | Múnich (RFA)                | Medalla de bronce | Florete individual  |
| Campeonato Mundial |                             |                   |                     |
| Año                | Lugar                       | Medalla           | Prueba              |
| 1958               | Filadelfia (Estados Unidos) | Medalla de oro    | Florete por equipos |
| 1959               | Budapest (Hungría)          | Medalla de plata  | Florete individual  |
| 1959               | Budapest (Hungría)          | Medalla de plata  | Florete por equipos |
| 1961               | Turín (Italia)              | Medalla de oro    | Florete por equipos |
| 1962               | Buenos Aires (Argentina)    | Medalla de plata  | Florete individual  |
| 1962               | Buenos Aires (Argentina)    | Medalla de plata  | Florete por equipos |
| 1963               | Danzig (Polonia)            | Medalla de oro    | Florete por equipos |
| 1965               | París (Francia)             | Medalla de oro    | Florete individual  |
| 1965               | París (Francia)             | Medalla de oro    | Florete por equipos |
| 1966               | Moscú (URSS)                | Medalla de oro    | Florete por equipos |
| 1966               | Moscú (URSS)                | Medalla de bronce | Florete individual  |
| 1967               | Montreal (Canadá)           | Medalla de plata  | Florete por equipos |
| 1969               | La Habana (Cuba)            | Medalla de plata  | Florete por equipos |
| 1970               | Ankara (Turquía)            | Medalla de oro    | Florete individual  |
| 1970               | Ankara (Turquía)            | Medalla de oro    | Florete por equipos |
| 1971               | Viena (Austria)             | Medalla de oro    | Florete por equipos |